# إغناثيو سالسيدو
إغناثيو سالسيدو (بالإسبانية: Ignacio Salcedo)‏ (22 مايو 1947 في إسبانيا - ) هو لاعب كرة قدم إسباني في مركز الوسط. شارك مع منتخب إسبانيا لكرة القدم. أما مع النوادي، فقد لعب مع أتلتيكو مدريد وتورونتو بليزارد وساوثرن كاليفورنيا لايزرز ‏.

## وصلات خارجية
- إغناثيو سالسيدو على موقع الاتحاد الأوربي (الإنجليزية)
- إغناثيو سالسيدو على موقع قاعدة بيانات كرة القدم.إي يو (الإنجليزية)
- إغناثيو سالسيدو على موقع عالم كرة القدم.نت (الإنجليزية)